# Donja Toponica (okręg toplicki)
Donja Toponica (cyr. Доња Топоница) – wieś w Serbii, w okręgu toplickim, w mieście Prokuplje. W 2011 roku liczyła 299 mieszkańców.